# Türkentor

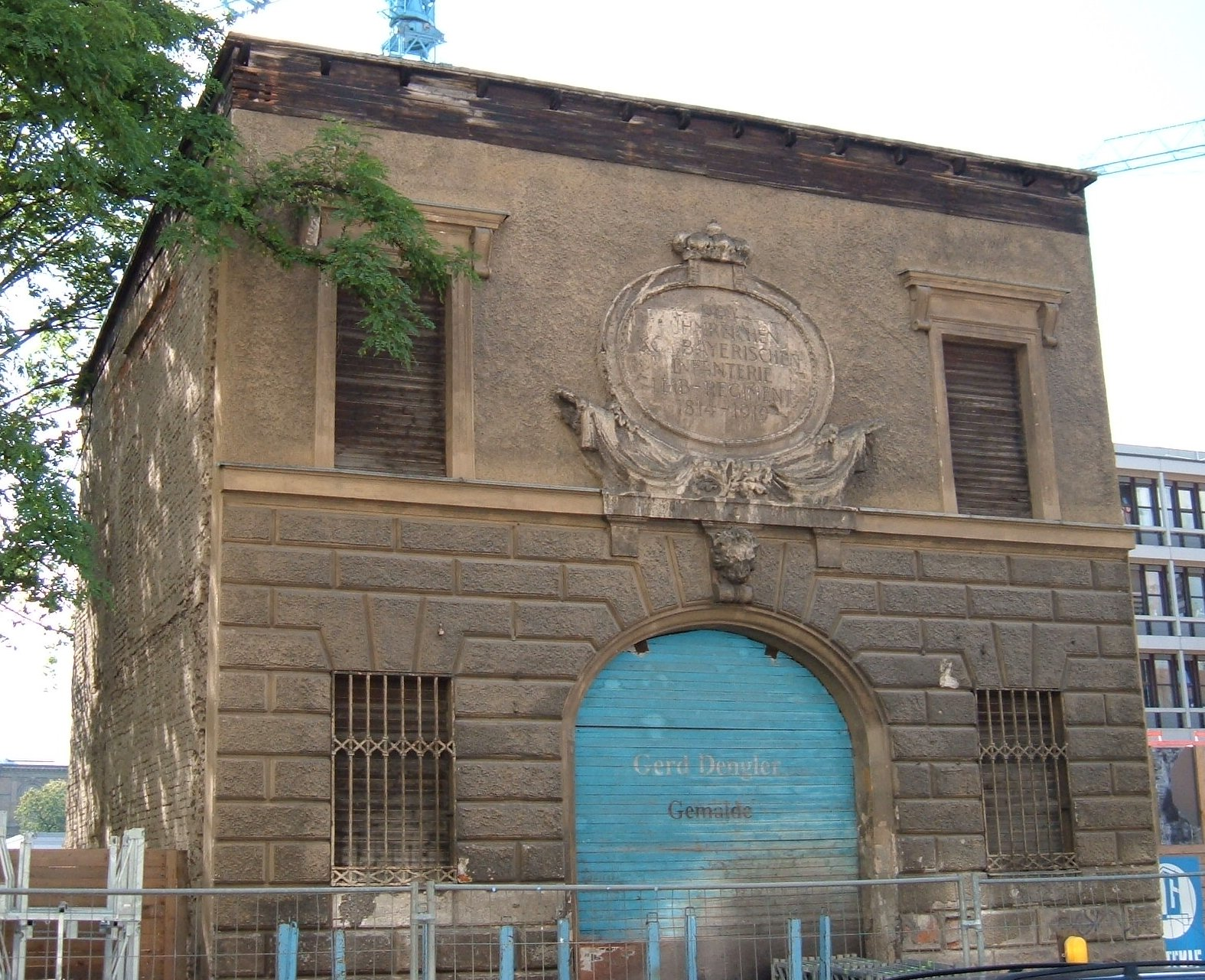
Il Türkentor nel 2006 prima del restauro

Il Türkentor (Porta dei Turchi) è una casa di guardia a Monaco. È l'unica parte superstite della caserma di Türkenkaserne, costruita nel 1826 per il reggimento della fanteria reale bavarese.
Tra il 2008 e il 2010 il Türkentor è stato restaurato con una somma pari a 780.000 euro dalla Pinakothek der Moderne. Ha riaperto nell'ottobre 2010 e da allora ha ospitato la scultura Large Red Sphere dell'artista americano Walter De Maria, acquistata dalla Stiftung Brandhorst.